# Grace Fisk
Grace Rebecca Fisk (Bromley, Londres, Inglaterra; 5 de enero de 1998) es una futbolista inglesa. Juega de defensa y su equipo actual es el Liverpool F. C. de la FA Women's Super League. Forma parte de la selección de Inglaterra desde 2020.

## Trayectoria

### Inicios
Fisk se formó en la academia del Millwall Lionesses desde los 10 años. Debutó por el primer equipo en 2014 a los 16 años, es la jugadora más joven en debutar en el Millwall. En su primera temporada fue nombrada jugadora joven del año del 2015.

### Estados Unidos
En 2016 Fisk se mudó a los Estados Unidos a jugar fútbol universitario por los Penn State Nittany Lions de la Big Ten Conference, jugó 18 encuentros en su primer año y 21 en el segundo. Pero en 2017 se cambió al South Carolina Gamecocks. En 2019 logró la obtención del título de la SEC, conferencia de los Gamecocks, y Fisk fue nombrada MVP del torneo.

### West Ham United
El 30 de diciembre de 2019, la defensora regresó a Inglaterra y fichó por el West Ham United de la FA WSL. Debutó con los Hammers el 12 de enero de 2020 en la derrota por 2-1 ante el Tottenham Hotspur.

## Selección nacional

### Juveniles
Fisk formó parte de los planteles que disputaron el Campeonato Europeo Femenino Sub-17 de la UEFA 2014-15, el Campeonato Europeo Femenino Sub-19 de la UEFA 2017 y fue la capitana del equipo de Inglaterra sub-20 que obtuvo el tercer lugar en la Copa Mundial Femenina de Fútbol Sub-20 de 2018.

### Adulta
En febrero de 2020 fue citada por Phil Neville para jugar en la Copa SheBelieves 2020.

## Estadísticas
Actualizado al último partido disputado el 12 de febrero de 2020.
| Club                          | Div.          | Temporada     | Liga  | Liga  | FA Cup | FA Cup | Copa de la Liga | Copa de la Liga | Otras | Otras | Total | Total |
| Club                          | Div.          | Temporada     | Part. | Goles | Part.  | Goles  | Part.           | Goles           | Part. | Goles | Part. | Goles |
| ----------------------------- | ------------- | ------------- | ----- | ----- | ------ | ------ | --------------- | --------------- | ----- | ----- | ----- | ----- |
| Millwall Lionesses Inglaterra |               |               |       |       |        |        |                 |                 |       |       |       |       |
| 2.ª                           | 2014          | 5             | 0     | 0     | 0      | 0      | 0               | -               | -     | 5     | 0     |       |
| 2.ª                           | 2015          | 13            | 1     | 1     | 0      | 4      | 0               | -               | -     | 18    | 1     |       |
| 2.ª                           | 2016          | 7             | 1     | 1     | 0      | 1      | 0               | -               | -     | 9     | 1     |       |
| Total club                    | Total club    | 25            | 2     | 2     | 0      | 5      | 0               | 0               | 0     | 32    | 2     |       |
| West Ham United Inglaterra    |               |               |       |       |        |        |                 |                 |       |       |       |       |
| 1.ª                           | 2019-20       | 4             | 0     | 1     | 0      | 0      | 0               | -               | -     | 5     | 0     |       |
| Total club                    | Total club    | 4             | 0     | 1     | 0      | 0      | 0               | 0               | 0     | 5     | 0     |       |
| Total carrera                 | Total carrera | Total carrera | 29    | 2     | 3      | 0      | 5               | 0               | 0     | 0     | 37    | 2     |